# Рошер, Чарльз
Чарльз Ро́шер (англ. Charles Rosher; 17 ноября 1885, Лондон — 15 января 1974, Лиссабон) — британский кинооператор, сооснователь Американского общества кинооператоров, двукратный обладатель премии «Оскар», первый в мире кинооператор, удостоенный этой премии (совместно с Карлом Страссом).

## Биография
Чарльз Рошер родился 17 ноября 1885 года в Лондоне. В 1908 году переехал в США, в Нью-Джерси, с 1911 года начал работу в Голливуде, где продюсер, на которого он работал, Дэвид Хорсли, основал первую голливудскую киностудию. В 1910-х годах регулярно ездил в Мексику для съёмки кинохроники Мексиканской революции. В 1918 году стал одним из пятнадцати основателей Американского общества кинооператоров и его первым вице-президентом.
В течение своей карьеры работал на разные киностудии, но последние двенадцать лет, с 1943 по 1955 год, работал на Metro-Goldwyn-Mayer.
Скончался 15 января 1974 года в Лиссабоне.
Является отцом актрисы Джоан Марш.

## Избранная фильмография
С 1912 по 1955 год Чарльз Рошер снял более 130 фильмов, в том числе:
- 1917 — Маленькая принцесса / The Little Princess
- 1918 — Как ты могла, Джин? / англ. How Could You Jean?
- 1921 — С чёрного хода / Through the Back Door
- 1922 — Тэсс из Страны бурь / Tess of the Storm Country
- 1924 — Дороти Вернон из Хэддон-Холла / Dorothy Vernon of Haddon Hall
- 1927 — Восход солнца / Sunrise: A Song of Two Humans
- 1928 — Буря / Tempest
- 1931 — Танцуйте, дураки, танцуйте / англ. Dance, Fools, Dance
- 1932 — Рокабай / Rockabye
- 1932 — Сколько стоит Голливуд? / англ. What Price Hollywood?
- 1933 — / англ. Our Betters
- 1935 — Зов предков / The Call of the Wild
- 1935 — Бродвейская мелодия 1936 года / англ. Broadway Melody of 1936
- 1939 — Адская кухня / Hell’s Kitchen
- 1941 — Малышка на миллион / Million Dollar Baby
- 1941 — Один шаг в раю / англ. One Foot in Heaven
- 1944 — Кисмет / Kismet
- 1945 — Безумства Зигфелда / Ziegfeld Follies
- 1945 — Иоланда и вор / англ. Yolanda and the Thief
- 1946 — Оленёнок / The Yearling
- 1947 — Песня тонкого человека / англ. Song of the Thin Man
- 1948 — На острове с тобой / англ. On an Island with You
- 1948 — Слова и музыка / Words and Music
- 1949 — Дочь Нептуна / Neptune’s Daughter
- 1949 — Красный Дунай / англ. The Red Danube
- 1949 — Ист-Сайд, Вест-Сайд / East Side, West Side
- 1950 — Энни получает ваше оружие / Annie Get Your Gun
- 1951 — Плавучий театр / Show Boat
- 1952 — Скарамуш / Scaramouche
- 1953 — Целуй меня, Кэт / Kiss Me Kate
- 1953 — Три истории любви / англ. The Story of Three Loves
- 1953 — Малышка Бесс / Young Bess
- 1955 — Возлюбленная Юпитера / Jupiter’s Darling

## Награды и номинации[5]
- 1929 — Премия «Оскар» за лучшую операторскую работу — победа.
- 1935 — Премия «Оскар» за лучшую операторскую работу — номинация.
- 1945 — Премия «Оскар» за лучшую операторскую работу — номинация.
- 1947 — Премия «Оскар» за лучшую операторскую работу — победа.
- 1951 — Премия «Оскар» за лучшую операторскую работу — номинация.
- 1952 — Премия «Оскар» за лучшую операторскую работу — номинация.